# Stephen A. Day

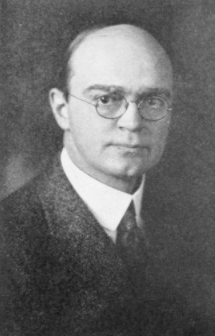
Stephen A. Day (1920)

Stephen Albion Day (* 13. Juli 1882 in Canton, Ohio; † 5. Januar 1950 in Evanston, Illinois) war ein US-amerikanischer Politiker. Zwischen 1941 und 1945 vertrat er den Bundesstaat Illinois im US-Repräsentantenhaus.

## Werdegang
Stephen Day besuchte die öffentlichen Schulen seiner Heimat und die University School in Cleveland. Danach absolvierte er die Asheville School im Bundesstaat North Carolina. Daran schloss sich bis 1905 ein Studium an der University of Michigan in Ann Arbor an. In den Jahren 1905 bis 1907 war er Sekretär des Obersten Bundesrichters Melville W. Fuller. Nach einem eigenen Jurastudium an der University of Michigan und seiner 1907 erfolgten Zulassung als Rechtsanwalt begann er in Cleveland in diesem Beruf zu arbeiten. Im Jahr 1908 zog er nach Evanston in Illinois. Im angrenzenden Chicago setzte er seine Anwaltstätigkeit fort. In den Jahren 1926 und 1928 war er juristischer Berater der Währungskommission (Counsel to the Comptroller of the Currency).
Politisch wurde Day Mitglied der Republikanischen Partei. Bei den Kongresswahlen des Jahres 1940 wurde er im 26. Wahlbezirk von Illinois in das US-Repräsentantenhaus in Washington, D.C. gewählt, wo er am 3. Januar 1941 die Nachfolge des Demokraten John C. Martin antrat. Nach einer Wiederwahl konnte er bis zum 3. Januar 1945 zwei Legislaturperioden im Kongress absolvieren. Diese waren von den Ereignissen des Zweiten Weltkrieges geprägt.
Im Jahr 1944 wurde Day nicht wiedergewählt. Nach dem Ende seiner Zeit im US-Repräsentantenhaus praktizierte er wieder als Anwalt. Er starb am 5. Januar 1950 in Evanston.